# Serie Mundial de 2015
La Serie Mundial de 2015 se disputó entre Kansas City Royals y New York Mets del 27 de octubre al 1 de noviembre. Los Royals se proclamaron campeones de las Grandes Ligas por segunda ocasión al ganar el «clásico de otoño» en cinco juegos. Era la cuarta presentación en series mundiales y segunda de forma consecutiva. Lograron el título de la Liga Americana al superar en seis juegos a Toronto Blue Jays y por la Serie Divisional ganaron a Houston Astros en cinco encuentros. Durante la temporada regular se adjudicaron la División Central de la liga con 95 triunfos, el mejor récord desde 1977 cuando lograron 105.
Por su parte, los Mets alcanzaron su tercer banderín de la Liga Nacional al batir a Chicago Cubs por barrida (4-0) y en la Serie Divisional a Los Angeles Dodgers por tres victorias a dos. Alcanzaron el primer lugar de la División Este de la liga con marca de 90-72, y la última participación en la Serie Mundial se remontaba al año 2000. Fue la primera ocasión que ambos equipos se enfrentaron en la historia de las series mundiales de béisbol.

## Postemporada
|  | Comodín | Comodín            | Comodín        |                     |   | Serie Divisional | Serie Divisional | Serie Divisional |   |   | Campeonato de Liga | Campeonato de Liga | Campeonato de Liga |   |  | Serie Mundial | Serie Mundial | Serie Mundial |  |
|  |         |                    |                |                     |   |                  |                  |                  |   |   |                    |                    |                    |   |  |               |               |               |  |
|  |         |                    |                |                     |   |                  |                  |                  |   |   |                    |                    |                    |   |  |               |               |               |  |
|  |         |                    |                |                     |   |                  |                  |                  |   |   |                    |                    |                    |   |  |               |               |               |  |
|  |         |                    |                |                     |   |                  |                  |                  |   |   |                    |                    |                    |   |  |               |               |               |  |
|  |         |                    |                |                     |   |                  |                  |                  |   |   |                    |                    |                    |   |  |               |               |               |  |
|  |         | 5                  | Houston Astros | 2                   |   |                  |                  |                  |   |   |                    |                    |                    |   |  |               |               |               |  |
|  |         |                    |                | 2                   |   |                  |                  |                  |   |   |                    |                    |                    |   |  |               |               |               |  |
|  |         |                    | 1              | Kansas City Royals  | 3 |                  |                  |                  |   |   |                    |                    |                    |   |  |               |               |               |  |
|  | 4       | Houston Astros     | 1              | Kansas City Royals  | 3 | 1                |                  |                  |   |   |                    |                    |                    |   |  |               |               |               |  |
|  | 4       | Houston Astros     |                |                     |   |                  |                  |                  |   |   |                    |                    |                    |   |  |               |               |               |  |
|  | 5       | New York Yankees   | 0              |                     |   |                  |                  |                  |   |   |                    |                    |                    |   |  |               |               |               |  |
|  | 5       | New York Yankees   | 0              |                     |   |                  |                  |                  |   | 2 | Toronto Blue Jays  | 2                  |                    |   |  |               |               |               |  |
|  |         |                    |                |                     |   |                  |                  |                  |   | 2 | Toronto Blue Jays  | 2                  |                    |   |  |               |               |               |  |
|  |         |                    | 1              | Kansas City Royals  | 4 |                  |                  |                  |   |   |                    |                    |                    |   |  |               |               |               |  |
|  |         |                    | 1              | Kansas City Royals  | 4 |                  |                  |                  |   |   |                    |                    |                    |   |  |               |               |               |  |
|  |         |                    |                |                     |   |                  |                  |                  |   |   |                    |                    |                    |   |  |               |               |               |  |
|  |         |                    |                |                     |   |                  |                  |                  |   |   |                    |                    |                    |   |  |               |               |               |  |
|  |         | 3                  | Texas Rangers  | 2                   |   |                  |                  |                  |   |   |                    |                    |                    |   |  |               |               |               |  |
|  |         |                    |                | 2                   |   |                  |                  |                  |   |   |                    |                    |                    |   |  |               |               |               |  |
|  |         |                    | 2              | Toronto Blue Jays   | 3 |                  |                  |                  |   |   |                    |                    |                    |   |  |               |               |               |  |
|  |         |                    | 2              | Toronto Blue Jays   | 3 |                  |                  |                  |   |   |                    |                    |                    |   |  |               |               |               |  |
|  |         |                    |                |                     |   |                  |                  |                  |   |   |                    |                    |                    |   |  |               |               |               |  |
|  |         |                    |                |                     |   |                  |                  |                  |   |   |                    |                    |                    |   |  |               |               |               |  |
|  |         |                    |                |                     |   |                  |                  |                  |   |   |                    |                    | Kansas City Royals | 4 |  |               |               |               |  |
|  |         |                    |                |                     |   |                  |                  |                  |   |   |                    |                    |                    | 4 |  |               |               |               |  |
|  |         |                    |                | New York Mets       | 1 |                  |                  |                  |   |   |                    |                    |                    |   |  |               |               |               |  |
|  |         |                    |                | New York Mets       | 1 |                  |                  |                  |   |   |                    |                    |                    |   |  |               |               |               |  |
|  |         |                    |                |                     |   |                  |                  |                  |   |   |                    |                    |                    |   |  |               |               |               |  |
|  |         |                    |                |                     |   |                  |                  |                  |   |   |                    |                    |                    |   |  |               |               |               |  |
|  |         | 5                  | Chicago Cubs   | 3                   |   |                  |                  |                  |   |   |                    |                    |                    |   |  |               |               |               |  |
|  |         |                    |                | 3                   |   |                  |                  |                  |   |   |                    |                    |                    |   |  |               |               |               |  |
|  |         |                    | 1              | St. Louis Cardinals | 1 |                  |                  |                  |   |   |                    |                    |                    |   |  |               |               |               |  |
|  |         |                    | 1              | St. Louis Cardinals | 1 |                  |                  |                  |   |   |                    |                    |                    |   |  |               |               |               |  |
|  |         |                    |                |                     |   |                  |                  |                  |   |   |                    |                    |                    |   |  |               |               |               |  |
|  |         |                    |                |                     |   |                  |                  |                  |   |   |                    |                    |                    |   |  |               |               |               |  |
|  |         |                    |                |                     |   |                  | 5                | Chicago Cubs     | 0 |   |                    |                    |                    |   |  |               |               |               |  |
|  |         |                    |                |                     |   |                  |                  |                  | 0 |   |                    |                    |                    |   |  |               |               |               |  |
|  |         |                    | 3              | New York Mets       | 4 |                  |                  |                  |   |   |                    |                    |                    |   |  |               |               |               |  |
|  | 5       | Chicago Cubs       | 3              | New York Mets       | 4 | 1                |                  |                  |   |   |                    |                    |                    |   |  |               |               |               |  |
|  | 5       | Chicago Cubs       |                |                     |   |                  |                  |                  |   |   |                    |                    |                    |   |  |               |               |               |  |
|  | 4       | Pittsburgh Pirates | 0              |                     |   |                  |                  |                  |   |   |                    |                    |                    |   |  |               |               |               |  |
|  | 4       | Pittsburgh Pirates | 0              |                     | 3 | New York Mets    | 3                |                  |   |   |                    |                    |                    |   |  |               |               |               |  |
|  |         |                    |                |                     | 3 | New York Mets    | 3                |                  |   |   |                    |                    |                    |   |  |               |               |               |  |
|  |         |                    | 2              | Los Angeles Dodgers | 2 |                  |                  |                  |   |   |                    |                    |                    |   |  |               |               |               |  |
|  |         |                    | 2              | Los Angeles Dodgers | 2 |                  |                  |                  |   |   |                    |                    |                    |   |  |               |               |               |  |
|  |         |                    |                |                     |   |                  |                  |                  |   |   |                    |                    |                    |   |  |               |               |               |  |
|  |         |                    |                |                     |   |                  |                  |                  |   |   |                    |                    |                    |   |  |               |               |               |  |
|  |         |                    |                |                     |   |                  |                  |                  |   |   |                    |                    |                    |   |  |               |               |               |  |
|  |         |                    |                |                     |   |                  |                  |                  |   |   |                    |                    |                    |   |  |               |               |               |  |

|                                                            |
| Campeón de las Grandes Ligas Kansas City Royals 2.º título |

## Rosters
|    | Lanzadores         |                      |    |     |
| 17 | Wade Davis         | Estados Unidos       | 30 | D/D |
| 30 | Yordano Ventura    | República Dominicana | 24 | D/D |
| 32 | Chris Young        | Estados Unidos       | 36 | D/D |
| 36 | Edinson Vólquez    | República Dominicana | 32 | D/D |
| 39 | Kris Medlen        | Estados Unidos       | 30 | A/D |
| 40 | Kelvin Herrera     | República Dominicana | 25 | D/D |
| 41 | Danny Duffy        | Estados Unidos       | 26 | I/I |
| 44 | Luke Hochevar      | Estados Unidos       | 32 | D/D |
| 45 | Franklin Morales   | Venezuela            | 29 | I/I |
| 46 | Ryan Madson        | Estados Unidos       | 35 | I/D |
| 47 | Johnny Cueto       | República Dominicana | 29 | D/D |
|    | Receptores         |                      |    |     |
| 9  | Drew Butera        | Estados Unidos       | 32 | D/D |
| 13 | Salvador Pérez     | Venezuela            | 25 | D/D |
|    | Infielders         |                      |    |     |
| 2  | Alcides Escobar    | Venezuela            | 28 | D/D |
| 8  | Mike Moustakas     | Estados Unidos       | 27 | I/D |
| 18 | Ben Zobrist        | Estados Unidos       | 34 | A/D |
| 24 | Christian Colón    | Puerto Rico          | 26 | D/D |
| 27 | Raúl A. Mondesí    | Estados Unidos       | 20 | A/D |
| 35 | Eric Hosmer        | Estados Unidos       | 26 | I/I |
|    | Outfielders        |                      |    |     |
| 1  | Jarrod Dyson       | Estados Unidos       | 31 | I/D |
| 4  | Alex Gordon        | Estados Unidos       | 31 | I/D |
| 6  | Lorenzo Cain       | Estados Unidos       | 29 | D/D |
| 15 | Alex Ríos          | Estados Unidos       | 34 | D/D |
| 16 | Paulo Orlando      | Brasil               | 29 | D/D |
|    | Bateador designado |                      |    |     |
| 25 | Kendrys Morales    | Cuba                 | 31 | D/D |
|    | Mánager            |                      |    |     |
|    | Ned Yost           |                      |    |     |

|    | Lanzadores        |                      |    |     |
| 27 | Jeurys Familia    | República Dominicana | 26 | D/D |
| 32 | Steven Matz       | Estados Unidos       | 24 | D/I |
| 33 | Matt Harvey       | Estados Unidos       | 26 | D/D |
| 34 | Noah Syndergaard  | Estados Unidos       | 23 | I/D |
| 36 | Sean Gilmartin    | Estados Unidos       | 25 | I/I |
| 40 | Bartolo Colón     | República Dominicana | 42 | D/D |
| 43 | Addison Reed      | Estados Unidos       | 26 | I/D |
| 46 | Tyler Clippard    | Estados Unidos       | 30 | D/D |
| 47 | Hansel Robles     | República Dominicana | 25 | D/D |
| 48 | Jacob deGrom      | Estados Unidos       | 27 | I/D |
| 49 | Jon Niese         | Estados Unidos       | 29 | I/I |
|    | Receptores        |                      |    |     |
| 7  | Travis d'Arnaud   | Estados Unidos       | 26 | D/D |
| 22 | Kevin Plawecki    | Estados Unidos       | 24 | D/D |
|    | Infielders        |                      |    |     |
| 4  | Wilmer Flores     | Venezuela            | 24 | D/D |
| 5  | David Wright      | Estados Unidos       | 32 | D/D |
| 21 | Lucas Duda        | Estados Unidos       | 29 | I/D |
| 28 | Daniel Murphy     | Estados Unidos       | 30 | I/D |
| 55 | Kelly Johnson     | Estados Unidos       | 33 | I/I |
| 56 | Matt Reynolds     | Estados Unidos       | 24 | D/D |
|    | Outfielders       |                      |    |     |
| 3  | Curtis Granderson | Estados Unidos       | 34 | I/D |
| 9  | Kirk Nieuwenhuis  | Estados Unidos       | 28 | I/D |
| 12 | Juan Lagares      | República Dominicana | 26 | D/D |
| 23 | Michael Cuddyer   | Estados Unidos       | 36 | D/D |
| 30 | Michael Conforto  | Estados Unidos       | 22 | I/D |
| 52 | Yoenis Céspedes   | Cuba                 | 30 | D/D |
|    | Mánager           |                      |    |     |
|    | Terry Collins     |                      |    |     |

## Desarrollo
Nota: Entre paréntesis se indica la estadística del lanzador abridor y la jugada que llevó al pelotero a tomar una de las bases.

### Juego 1

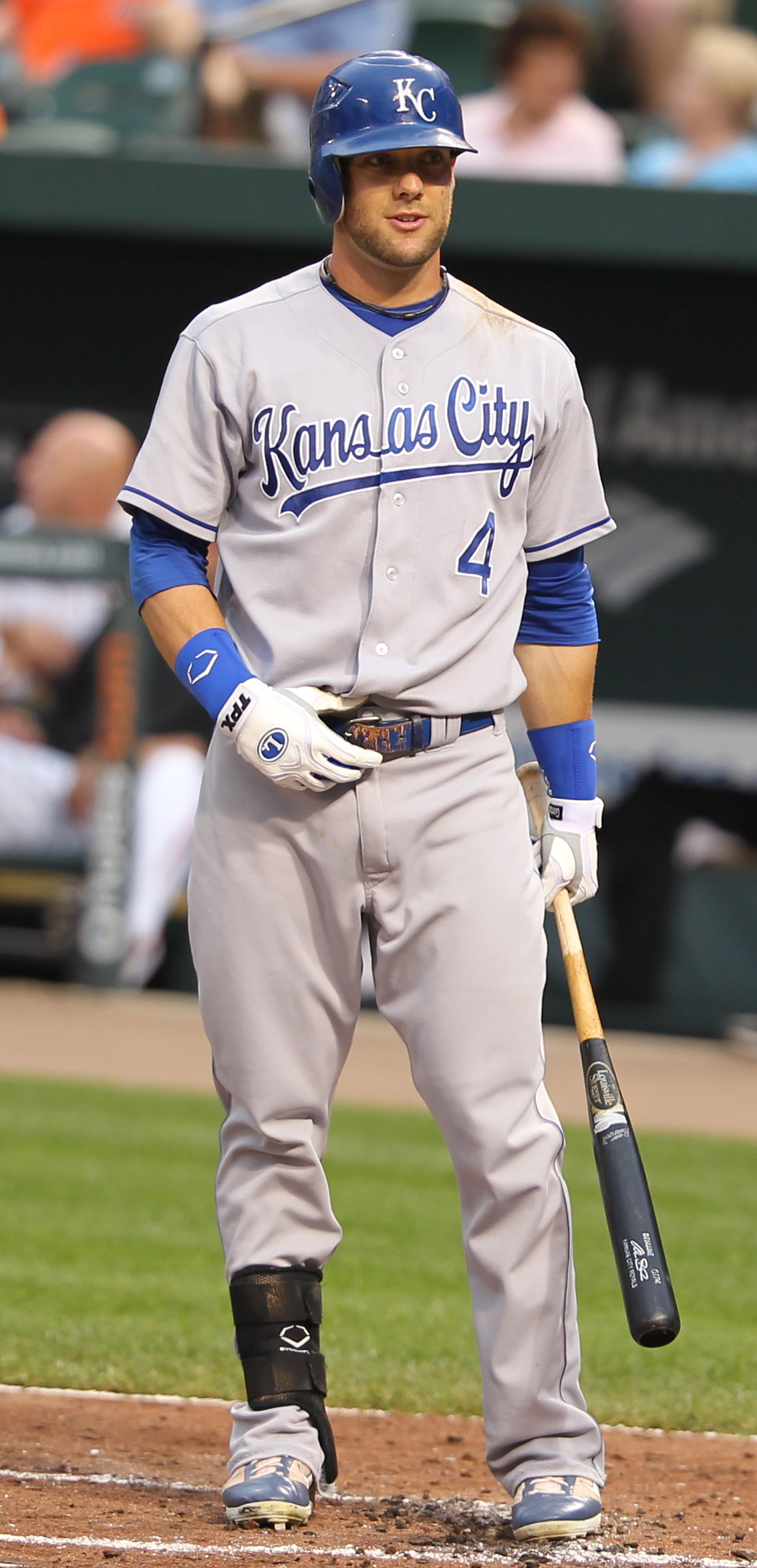
Alex Gordon.

| Equipo | 1 | 2 | 3 | 4 | 5 | 6 | 7 | 8 | 9 | 10 | 11 | 12 | 13 | 14 | C | H  | E |
| ------ | - | - | - | - | - | - | - | - | - | -- | -- | -- | -- | -- | - | -- | - |
| Mets   | 0 | 0 | 0 | 1 | 1 | 1 | 0 | 1 | 0 | 0  | 0  | 0  | 0  | 0  | 4 | 11 | 1 |
| Royals | 1 | 0 | 0 | 0 | 0 | 2 | 0 | 0 | 1 | 0  | 0  | 0  | 0  | 1  | 5 | 11 | 1 |

LG: Chris Young (1-0)  LP: Bartolo Colón (0-1)  
HRs:  NYM – Curtis Granderson (1)  KC – Alcides Escobar (1); Alex Gordon (1)
- Box score
- Árbitros: HP: Bill Welke; 1B: Mark Carlson; 2B: Mike Winters; 3B: Jim Wolf; LF: Alfonso Márquez; RF: Gary Cederstrom.
- Asistencia: 40 320 espectadores.
- Duración: 5 h 9 m

| Marcador     | Entrada | Anotaciones |
| ------------ | ------- | --- |
| NYM 0 - KC 1 | 1ª      | Alcides Escobar anota un cuadrangular dentro del campo con las bases limpias.                                   |
| NYM 1 - KC 1 | 4ª      | Travis d'Arnaud con sencillo empuja a Daniel Murphy (sencillo).                                                 |
| NYM 2 - KC 1 | 5ª      | Curtis Granderson batea un cuadrangular con las bases limpias.                                                  |
| NYM 3 - KC 1 | 6ª      | Michael Conforto con elevado de sacrificio empuja a Yoenis Céspedes (sencillo).                                 |
| NYM 3 - KC 2 | 6ª      | Eric Hosmer batea elevado de sacrificio, lleva a Ben Zobrist (doble) al home.                                   |
| NYM 3 - KC 3 | 6ª      | Mike Moustakas con sencillo empuja a Lorenzo Cain (sencillo) para nivelar el marcador por los locales.          |
| NYM 3 - KC 3 | 7ª      | Danny Duffy releva al lanzador abridor de Kansas City, Edinson Vólquez (6.0 EL, 6 H, 3 CL, 1 BB, 3 P, 1 HR).    |
| NYM 3 - KC 3 | 7ª      | Addison Reed releva al lanzador abridor de Nueva York, Matt Harvey (6.0 EL, 5 H, 3 CL, 2 BB, 2 P, 1 HR).        |
| NYM 4 - KC 3 | 8ª      | Wilmer Flores toma la primera base por error del primera base Eric Hosmer, empujando a Juan Lagares (sencillo). |
| NYM 4 - KC 4 | 9ª      | Alex Gordon batea un cuadrangular con las bases limpias, los Royals empatan el marcador.                        |
| NYM 4 - KC 5 | 14ª     | Eric Hosmer con elevado de sacrificio empuja al home a Alcides Escobar (error).                                 |

Comentarios
Los Royals abrieron el marcador con un atípico cuadrangular dentro del campo por parte de Alcides Escobar. Para la parte baja del séptimo episodio el juego estaba empatado a 3 carreras, pero fueron los visitantes quienes se adelantaron en el octavo inning con una anotación. Con el cerrador de Nueva York Jeurys Familia en el montículo, quien no había permitido carrera en 9 entradas y 2/3, Alex Gordon  empató las acciones con un cuadrangular en la parte baja del noveno. Esto alargó el juego que se decidió hasta la decimocuarta entrada con elevado de sacrificio de Eric Hosmer quien impulsó la carrera del triunfo para los Royals. El encuentro se convirtió en el más largo de la historia para un juego inicial de Serie Mundial con 5 horas y 9 minutos.

### Juego 2

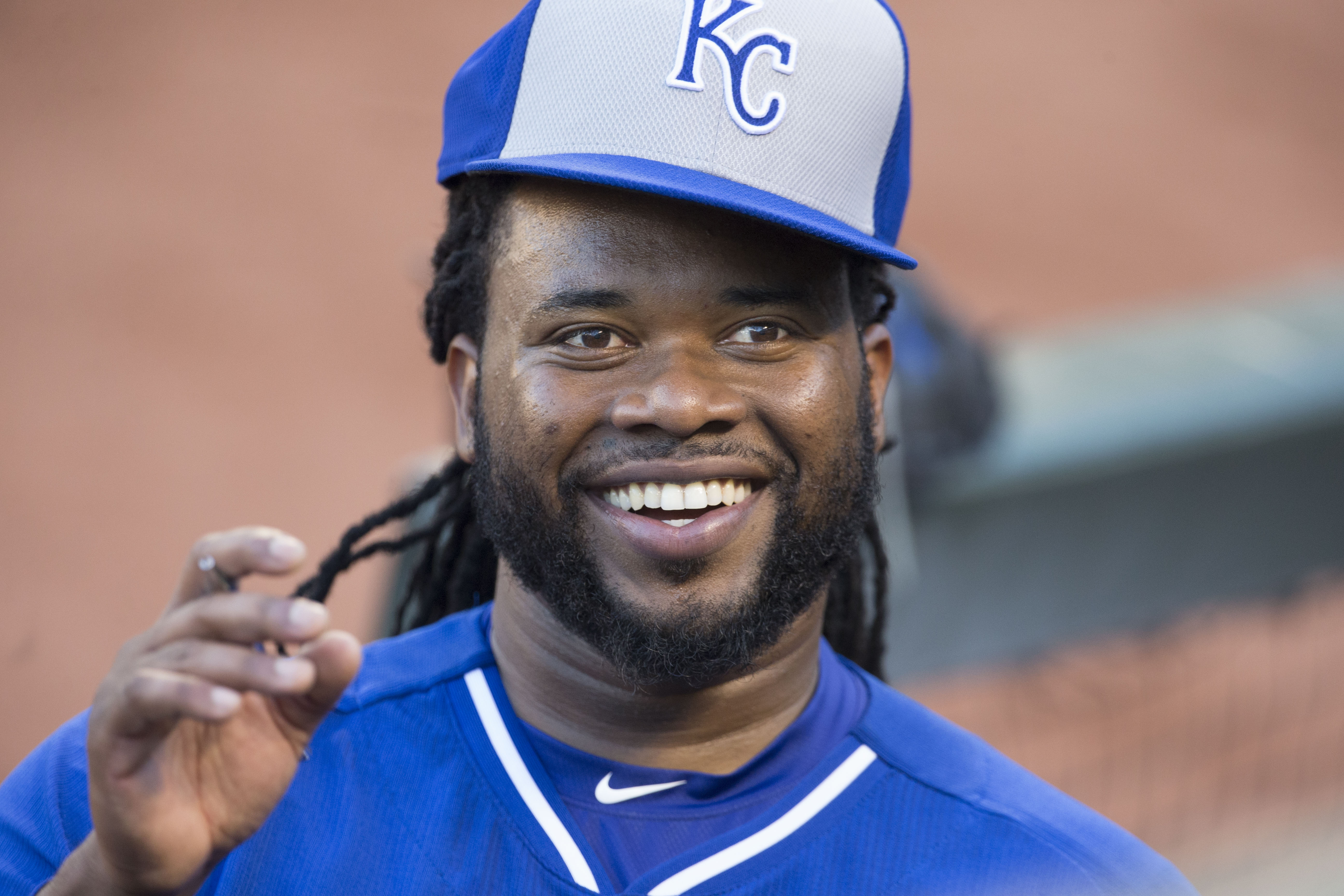
Johnny Cueto.

| Equipo | 1 | 2 | 3 | 4 | 5 | 6 | 7 | 8 | 9 | C | H  | E |
| ------ | - | - | - | - | - | - | - | - | - | - | -- | - |
| Mets   | 0 | 0 | 0 | 1 | 0 | 0 | 0 | 0 | 0 | 1 | 2  | 1 |
| Royals | 0 | 0 | 0 | 0 | 4 | 0 | 0 | 3 | x | 7 | 10 | 0 |

LG: Johnny Cueto (1-0)  LP: Jacob deGrom (0-1)  

- Box score
- Árbitros: HP: Mark Carlson; 1B: Mike Winters; 2B: Jim Wolf; 3B: Alfonso Márquez; LF: Gary Cederstrom; RF: Bill Welke.
- Asistencia: 40 410 espectadores.
- Duración: 2 h 54 m

| Marcador     | Entrada | Anotaciones                                                                                                |
| ------------ | ------- | --- |
| NYM 1 - KC 0 | 4ª      | Lucas Duda batea hit sencillo que impulsa a Daniel Murphy (base por bolas) al home.                        |
| NYM 1 - KC 1 | 5ª      | Alcides Escobar con hit sencillo impulsa a Alex Gordon (sencillo) al home.                                 |
| NYM 1 - KC 3 | 5ª      | Eric Hosmer con batazo sencillo impulsa a Alex Ríos (sencillo) y Alcides Escobar al home.                  |
| NYM 1 - KC 4 | 6ª      | Mike Moustakas con batazo sencillo envía a Eric Hosmer al home para la cuarta carrera por los locales.     |
| NYM 1 - KC 4 | 6ª      | Hansel Robles releva al lanzador abridor de Nueva York, Jacob deGrom (5.0 EL, 6 H, 4 CL, 3 BB, 2 P, 0 HR). |
| NYM 1 - KC 5 | 8ª      | Alex Gordon con batazo de dos bases lleva a Mike Moustakas (sencillo) al home.                             |
| NYM 1 - KC 6 | 8ª      | Paulo Orlando impulsa a home a Salvador Pérez (doble) con elevado de sacrificio.                           |
| NYM 1 - KC 7 | 8ª      | Alcides Escobar impulsa a Alex Gordon con batazo de tres bases.                                            |
| NYM 1 - KC 7 | 9ª      | El lanzador abridor de Kansas City, Johnny Cueto, se anota juego completo.                                 |

Comentarios
El lanzador abridor de los Royals, Johnny Cueto, limitó a los Mets a una carrera y dos hits para agenciarse la victoria y de paso un juego completo, situación que no ocurría desde la Serie Mundial de 1991. Los locales remontaron la desventaja de 0-1 en el quinto episodio con rally de tres carreras, y para el marcador final de 7-1 Alcides Escobar y Eric Hosmer aportaron dos carreras impulsadas. Los únicos dos imparables de los Mets fueron realizados por Lucas Duda.

### Juego 3

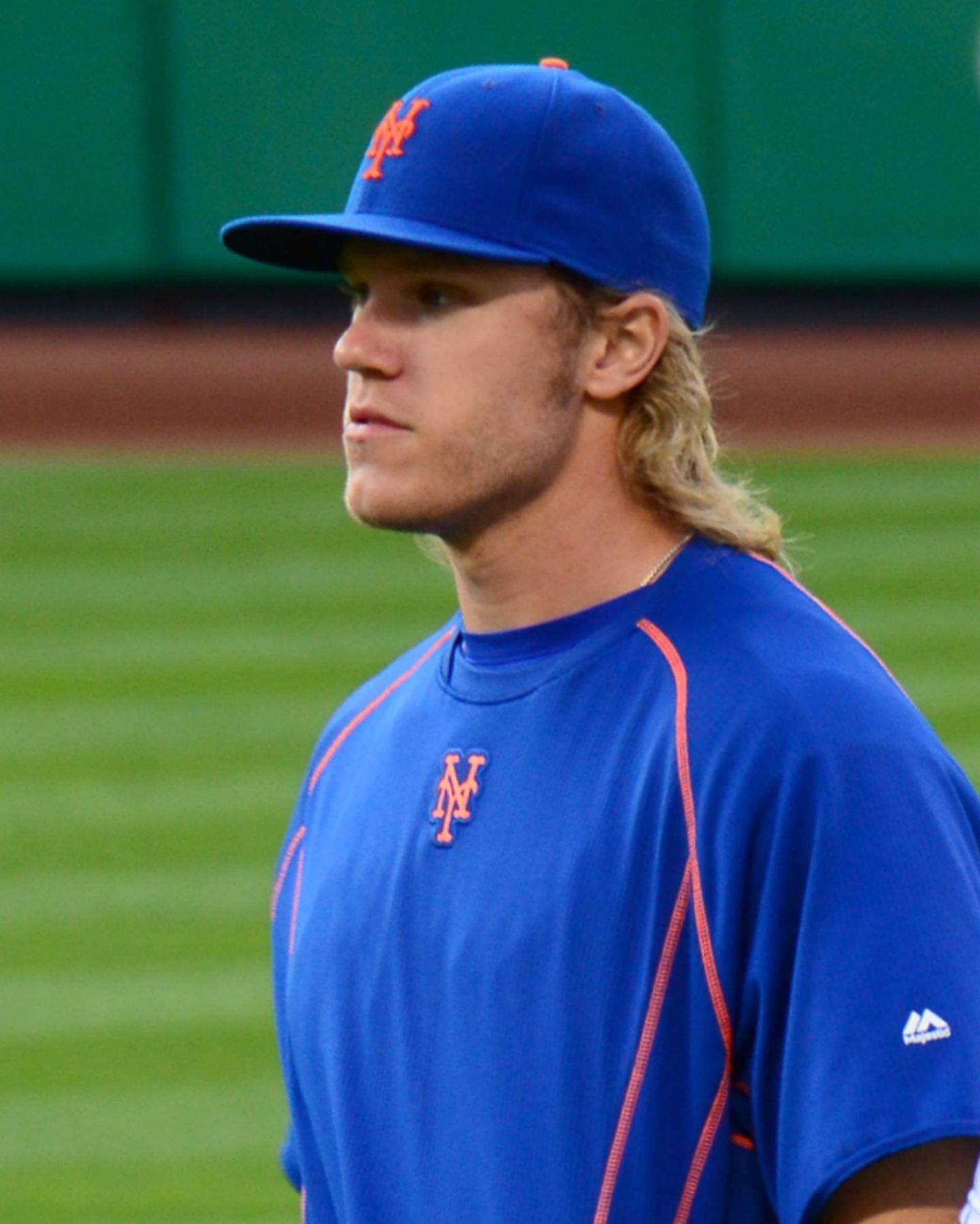
Noah Syndergaard.

| Equipo | 1 | 2 | 3 | 4 | 5 | 6 | 7 | 8 | 9 | C | H  | E |
| ------ | - | - | - | - | - | - | - | - | - | - | -- | - |
| Royals | 1 | 2 | 0 | 0 | 0 | 0 | 0 | 0 | 0 | 3 | 7  | 0 |
| Mets   | 2 | 0 | 2 | 1 | 0 | 4 | 0 | 0 | x | 9 | 12 | 0 |

LG: Noah Syndergaard (1-0)  LP: Yordano Ventura (0-1)  
HRs:  NYM – David Wright (1); Curtis Granderson (2)
- Box score
- Árbitros: HP: Mike Winters; 1B: Jim Wolf; 2B: Alfonso Márquez; 3B: Gary Cederstrom; LF: Mike Everitt; RF: Mark Carlson.
- Asistencia: 44 781 espectadores.
- Duración: 3 h 22 m

| Marcador     | Entrada | Anotaciones |
| ------------ | ------- | --- |
| KC 1 -NYM 0  | 1ª      | Ben Zobrist (doble) anota por los Royals, al quedar fuera Eric Hosmer por jugada de selección.                  |
| KC 1 - NYM 2 | 1ª      | Cuadrangular de David Wright con Curtis Granderson (sencillo) en base.                                          |
| KC 2 - NYM 2 | 2ª      | Alex Ríos con batazo sencillo lleva al home a Salvador Pérez (sencillo).                                        |
| KC 3 - NYM 2 | 2ª      | Alex Ríos anota por pass ball del receptor Travis d'Arnaud.                                                     |
| KC 3 - NYM 4 | 3ª      | Cuadrangular de Curtis Granderson con Noah Syndegaard (sencillo) en base.                                       |
| KC 3 - NYM 5 | 4ª      | Michael Conforto impulsa la quinta carrera de los locales con batazo sencillo, Lucas Duda (sencillo) anota .    |
| KC 3 - NYM 5 | 4ª      | Danny Duffy releva al lanzador abridor de Kansas City, Yordano Ventura (3.1 EL, 7 H, 5 CL, 0 BB, 1 P, 2 HR).    |
| KC 3 - NYM 6 | 6ª      | Juan Uribe batea un sencillo, Juan Lagares (sencillo) al home.                                                  |
| KC 3 - NYM 8 | 6ª      | David Wright con batazo sencillo impulsa dos carreras anotadas por Wilmer Flores (base por golpe) y Juan Uribe. |
| KC 3 - NYM 9 | 6ª      | Yoenis Céspedes impulsa al home a Curtis Granderson (jugada de selección).                                      |
| KC 3 - NYM 9 | 7ª      | Addison Reed releva al lanzador abridor de Nueva York, Noah Syndegaard (6 EL, 7 H, 3 CL, 2 BB, 6 P, 0 HR).      |

Comentarios
Al finalizar la segunda entrada del juego ambos equipos habían anotado cinco carreras, con ventaja para los visitantes de 3 carreras por 2. Pero un cuadrangular de dos carreras en la parte baja del tercer episodio, por parte de Curtis Granderson, puso la ventaja para Nueva York y los locales no volverían a quedar detrás del marcador. Especialmente el cuarto inning, los Mets se agenciarían cuatro carreras más. El lanzador ganador Noah Syndergaard ponchó a seis bateadores rivales, mientras que por la ofensiva David Wright impulsó cuatro carreras para su equipo.

### Juego 4

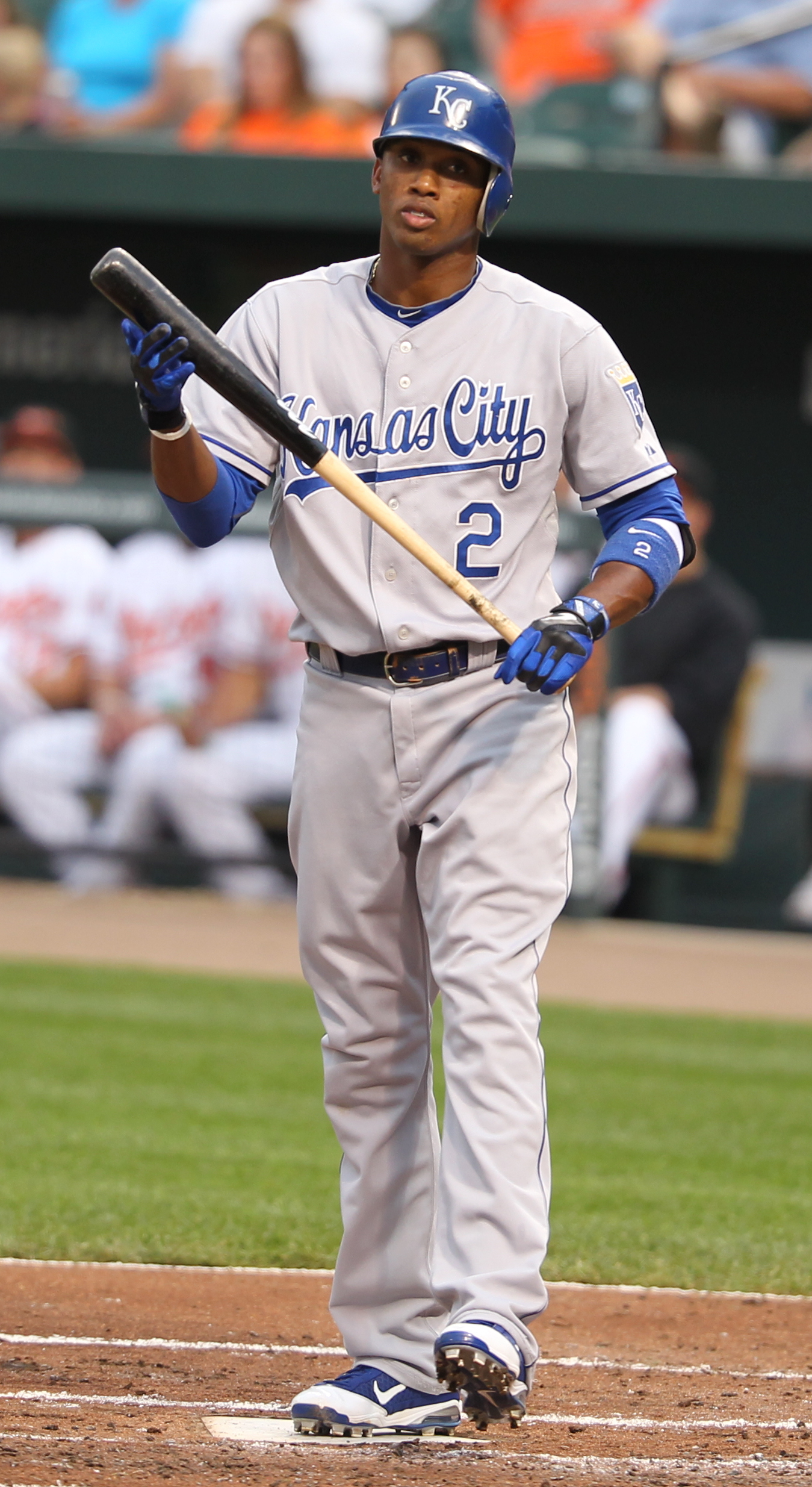
Alcides Escobar.

| Equipo | 1 | 2 | 3 | 4 | 5 | 6 | 7 | 8 | 9 | C | H | E |
| ------ | - | - | - | - | - | - | - | - | - | - | - | - |
| Royals | 0 | 0 | 0 | 0 | 1 | 1 | 0 | 3 | 0 | 5 | 9 | 0 |
| Mets   | 0 | 0 | 2 | 0 | 1 | 0 | 0 | 0 | 0 | 3 | 6 | 2 |

LG: Ryan Madson (1-0)  LP: Tyler Clippard (0-1)  SV: Wade Davis (1)  

- Box score
- Árbitros: HP: Jim Wolf; 1B: Alfonso Márquez; 2B: Gary Cederstrom; 3B: Mike Everitt; LF: Mark Carlson; RF: Mike Winters.
- Asistencia: 44 815 espectadores.
- Duración: 3 h 29 m

| Marcador     | Entrada | Anotaciones                                                                                              |
| ------------ | ------- | --- |
| KC 0 - NYM 1 | 3ª      | Michael Conforto batea cuadrangular solitario para abrir el marcador en favor de los Mets.               |
| KC 0 - NYM 2 | 3ª      | Wilmer Flores (sencillo) anota por intermedio de elevado de sacrificio de Curtis Granderson.             |
| KC 1 - NYM 2 | 5ª      | Alex Gordon impulsa a Salvador Pérez (doble) al home con batazo sencillo.                                |
| KC 1 - NYM 2 | 5ª      | Danny Duffy releva al lanzador abridor de Kansas City, Chris Young (4.0 EL, 2 H, 2 CL, 1 BB, 3 P, 1 HR). |
| KC 1 - NYM 3 | 5ª      | Michael Conforto batea su segundo cuadrangular con las bases limpias.                                    |
| KC 2 - NYM 3 | 6ª      | Lorenzo Cain con sencillo impulsa a Ben Zobrist (doble) para la segunda carrera de los Royals.           |
| KC 2 - NYM 3 | 6ª      | Jon Niese releva al lanzador abridor de Nueva York, Steven Matz (5.0 EL, 7 H, 2 CL, 0 BB, 5 P, 0 HR).    |
| KC 3 - NYM 3 | 8ª      | Eric Hosmer toma la primera base por error, Ben Zobrist (base por bolas) anota.                          |
| KC 4 - NYM 3 | 8ª      | Mike Moustakas con batazo sencillo impulsa al home a Lorenzo Cain (base por bolas).                      |
| KC 5 - NYM 3 | 8ª      | Salvador Pérez con batazo sencillo empuja a Eric Hosmer para la quinta carrera de Kansas City.           |
| KC 5 - NYM 3 | 9ª      | El lanzador Wade Davis salva el juego para los Royals.                                                   |

Comentarios
Los Mets se mantuvieron en ventaja hasta la octava entrada, cuando los Royals anotaron tres carreras para dejar el definitivo marcador de 5 carreras por tres. La victoria de los visitantes opacó los dos cuadrangulares solitarios del jardinero Michael Conforto de Nueva York, mientras que el error del segunda base Dani Murphy fue decisivo para la ofensiva de Kansas City. Por los Royals, el receptor Salvador Pérez anotó tres imparables, y el primer bate Alcides Escobar acumuló 14 juegos consecutivos bateando al menos un hit en postemporada.

### Juego 5

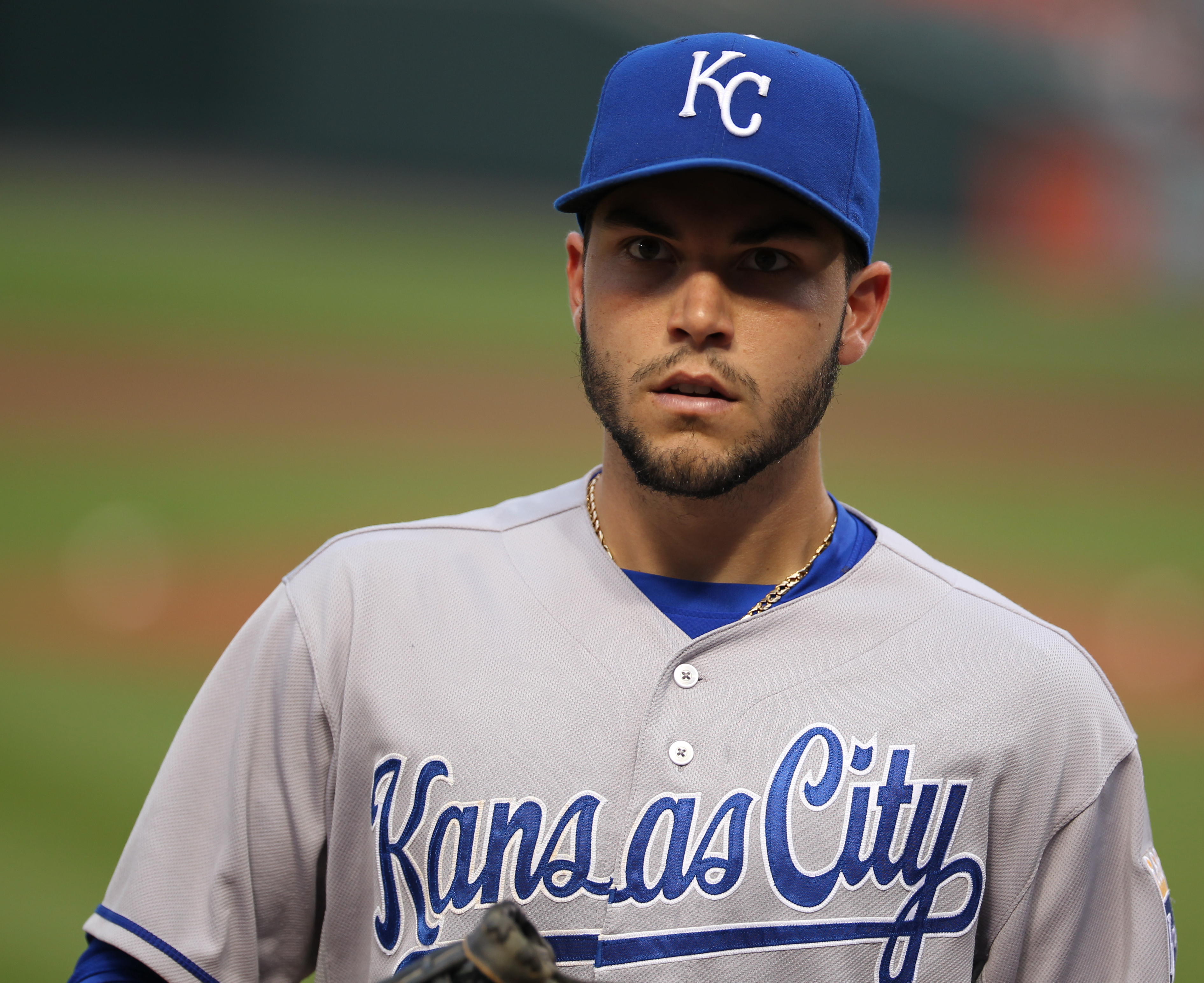
Eric Hosmer.

| Equipo | 1 | 2 | 3 | 4 | 5 | 6 | 7 | 8 | 9 | 10 | 11 | 12 | C | H  | E |
| ------ | - | - | - | - | - | - | - | - | - | -- | -- | -- | - | -- | - |
| Royals | 0 | 0 | 0 | 0 | 0 | 0 | 0 | 0 | 2 | 0  | 0  | 5  | 7 | 10 | 1 |
| Mets   | 1 | 0 | 0 | 0 | 0 | 1 | 0 | 0 | 0 | 0  | 0  | 0  | 2 | 4  | 2 |

LG: Luke Hochevar (1-0)  LP: Addison Reed (0-1)  
HRs:  NYM – Curtis Granderson (3)
- Box score
- Árbitros: HP: Alfonso Márquez; 1B: Gary Cederstrom; 2B: Mike Everitt; 3B: Mark Carlson; LF: Mike Winters; RF: Jim Wolf.
- Asistencia: 44 859 espectadores.
- Duración: 4 h 15 m

| Marcador     | Entrada | Anotaciones |
| ------------ | ------- | --- |
| KC 0 - NYM 1 | 1ª      | Curtis Granderson batea cuadrangular con las bases limpias.                                                                 |
| KC 0 - NYM 2 | 6ª      | Lucas Duda con elevado de sacrificio empuja a Curtis Granderson (base por bolas).                                           |
| KC 0 - NYM 2 | 7ª      | Kelvin Herrera releva al lanzador abridor de Kansas City, Edinson Vólquez (6.0 EL, 2 H, 1 CL, 5 BB, 5 P, 1 HR).             |
| KC 1 - NYM 2 | 9ª      | Eric Hosmer con batazo de dos bases lleva a Lorenzo Cain (base por bolas) al home.                                          |
| KC 1 - NYM 2 | 9ª      | Jeurys Familia releva al lanzador abridor de Nueva York, Matt Harvey (8.0 EL, 5 H, 2 CL, 2 BB, 9 P, 0 HR).                  |
| KC 2 - NYM 2 | 9ª      | Salvador Pérez es puesto fuera con batazo en el infield, pero Eric Hosmer anota desde tercera base.                         |
| KC 3 - NYM 2 | 12ª     | Christian Colón con batazo sencillo empuja a Jarrod Dyson (sustituyó a Salvador Pérez en las bases).                        |
| KC 4 - NYM 2 | 12ª     | Alcides Escobar empuja una carrera con batazo doble, Christian Colón anota.                                                 |
| KC 7 - NYM 2 | 12ª     | Batazo doble de Lorenzo Cain; Paulo Orlando (jugada de selección), Alcides Escobar y Ben Zobrist (bases por bolas), anotan. |

Comentarios
Por segunda vez consecutiva los Mets perdieron la ventaja en el marcador en las últimas entradas del juego, en esta ocasión en la última entrada cuando los Royals empataron las acciones a tres carreras. El lanzador local, Matt Harvey, había tenido una faena impecable con nueve bateadores ponchados y se había propuesto lograr una blanqueada para su equipo, pero en la parte alta del noveno los Royals pusieron a dos hombres en base (uno de ellos por base por bolas) y anotaron las dos carreras adjudicadas a Harvey. Ya en extra innings, y en la parte alta de la decimosegunda entrada, los Royals desbarataron la defensiva de los Mets, con un error incluido del segunda base Murphy, y anotaron cinco carreras para dejar el marcador definitivo de 2-7 a su favor y así coronarse por segunda vez en la historia como los campeones de las Grandes Ligas, habiendo sido la anterior en 1985. En este juego, por parte de los jugadores de los Royals, Alcides Escobar llegó a 15 imparables consecutivos, la mejor marca en la historia en postemporada;.

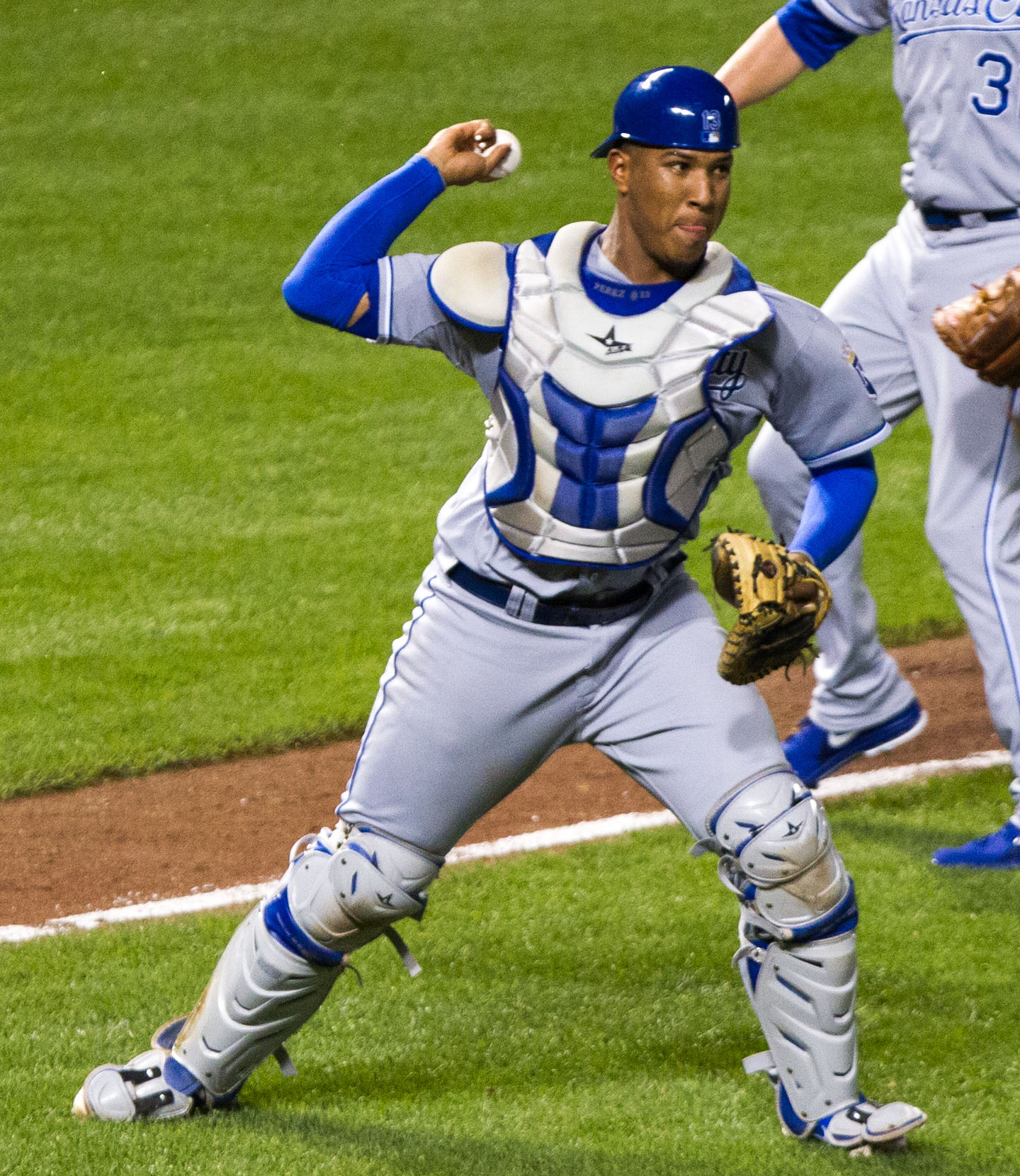
Salvador Pérez.

## Jugador más valioso
El receptor Salvador Pérez fue nombrado como el «Jugador Más Valioso» de la Serie Mundial. Es el segundo pelotero de nacionalidad venezolana que obtiene dicho reconocimiento, ya que fue precedido por Pablo Sandoval en el 2012. Pérez aportó tanto a la defensiva como a la ofensiva para los Royals, al obtener un promedio de bateo de ,364 con dos carreras impulsadas y dos jugadas suyas fueron importantes para la victoria de Kansas City en el último juego; pero lo que más resaltó fue su capacidad física para soportar cuatro pelotazos de foul. Esto destaca por el hecho que en esta serie acumuló una nueva marca de 2 724 entradas consecutivas detrás del plato, que incluyen tanto la temporada regular y postemporada. Dicha marca se había mantenido vigente desde 1967-68.
| Jugador        | Equipo | JJ | VB | CA | H | 2B | 3B | HR | CE | BB | K | BR | OR | AVE  |
| Salvador Pérez | KC     | 5  | 22 | 3  | 8 | 2  | 0  | 0  | 2  | 1  | 2 | 0  | 0  | ,364 |

JJ: Juegos jugados, VB: Veces al bate, CA: Carreras anotadas, H: Hits, 2B: Dobles, 3B: Triples, HR: Home runs, CE: Carreras empujadas, BB: Bases por bolas, K: Ponches, BR: Bases robadas, OR: Outs robando, AVE: Porcentaje de bateo